# 문화 변용

4 가지 필수 양식 : 1- 분리, 2- 통합, 3- 동화, 4- 여백

문화 변용(文化變容, acculturation) 또는 문화 접변(文化接變)은 이질적인 문화를 가진 두 사회가 지속적이고 직접적인 접촉을 통해 서로가 갖고 있는 문화에 변화를 일으키는 현상이다. 문화변동의 일부지만, 이질적인 문화 사이의 직접 접촉을 전제로 하고 있는 점에서 단순히 한 사람이 문화를 도입한 문화전파와는 다르다. 서구화가 이러한 문화변용의 대표적인 예이며, 미국 도시에 거주하는 아메리카 토착민들의 문화나, 아프리카 토착 민족과 서구인들간의 접촉에 의한 변동 현상 등이 일어나고 있다.
문화변용은 서로 이질적인 두 문화에 변화를 일으켜 양쪽 문화권에 있는 집단 사이의 소통을 원활하게 한다. 특히 다민족국가의 경우 혼인과 같은 문화권 사이의 교류가 일으키는 문화변용이 민족 사이의 알력을 피하고 민족간의 협조를 이룩하는 데 중요한 역할을 하기도 한다.
서로 접촉하여 교류하는 두 문화 사이의 관계에 의해 문화변용은 균형형과 불균형형의 두 가지 형태로 나눌 수 있다. 균형형 문화변용은 이질적인 문화를 갖는 집단이 군사적으로나 정치적으로 지배관계를 갖지 않고 서로 교류하는 과정에서 일어나며, 불균형형 문화변용은 한쪽의 문화권이 다른 한쪽의 문화권을 정치적이나 군사적으로 압도·지배한 상태에서 일어나는 강제적이고 일방적인 문화변화이다.

## 같이 보기
- 문화
- 문화 충격
- 문화제국주의
- 서구화